# Хелуан (мухафаза)
Хелуа́н (араб. حلوان‎) — мухафаза в Египте, образованная в апреле 2008 года и прекратившая своё существование три года спустя.
Хелуану были переподчинены ряд районов, ранее бывших частью Каира (собственно Хелуан, Маади и ряд более мелких районов), а также несколько населенных пунктов выше по течению Нила, в том числе Атфих.
В апреле 2011 года мухафаза была аннулирована. Хелуан перешёл обратно в ведомство Каира.